# Во Цзя
Во Цзя (кит. трад.: 沃甲; піньїнь: Wo Jia) або Цян Цзя — правитель Китаю з династії Шан, брат Цзу Сіня.
Правив близько 25 років. Владу по смерті правителя успадкував його племінник Цзу Дін.